# ChatON
Pour les articles homonymes, voir Chaton.
ChatON est une application de messagerie instantanée créée en octobre 2011 et fermée le 1er février 2015. 
Elle était disponible dans 120 pays et 62 langues. Cette application a été créée par Samsung et elle était disponible par défaut sur tous les téléphones de la marque.